# Сигнальний дзвін

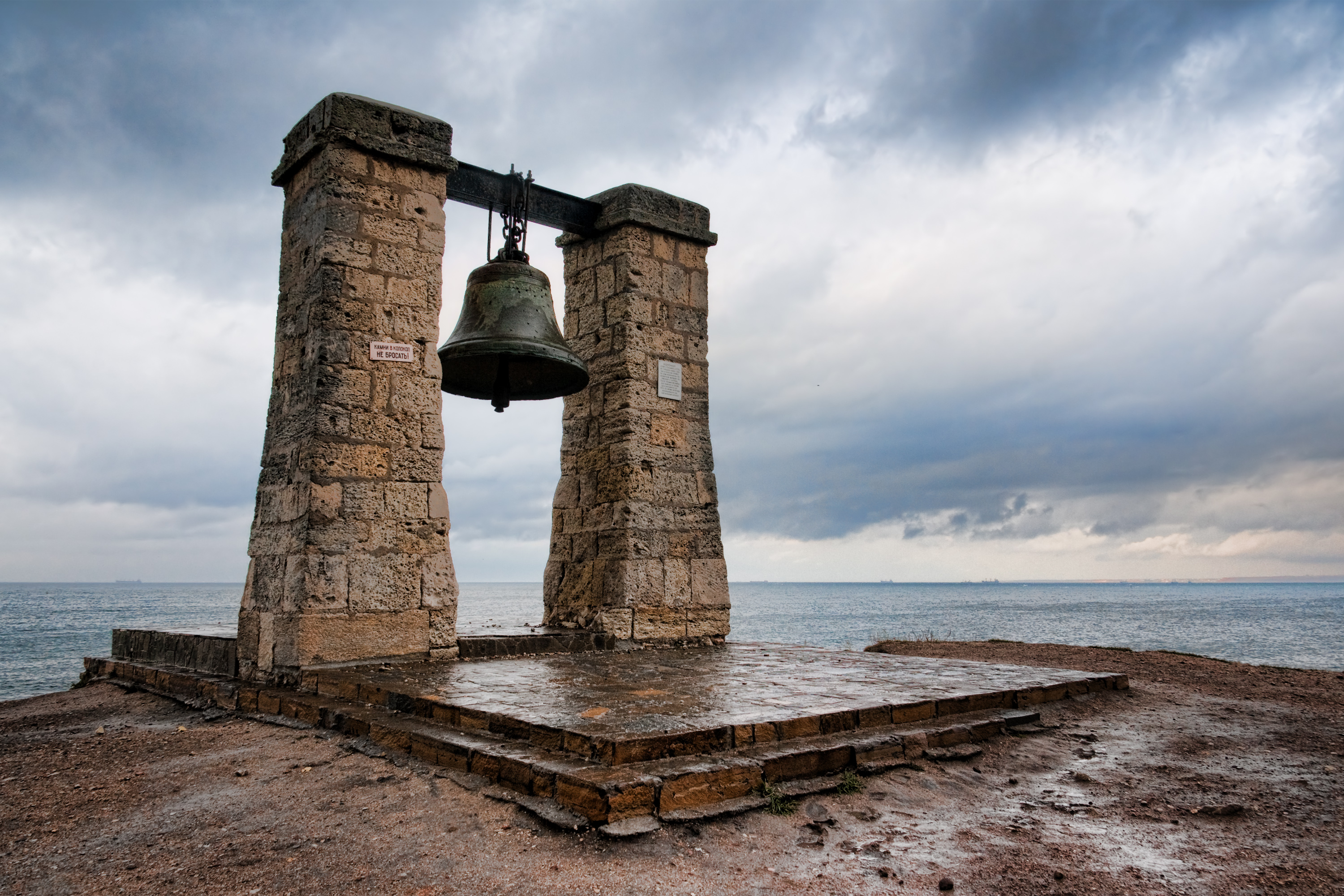
Сигнальний дзвін в Херсонесі

Сигнальний дзвін — церковний дзвін XVIII століття, який використовувався в Херсонесі Таврійському як сигнальний, попереджаючи кораблі про небезпечну близькість до берега в туманну погоду.

## Історія

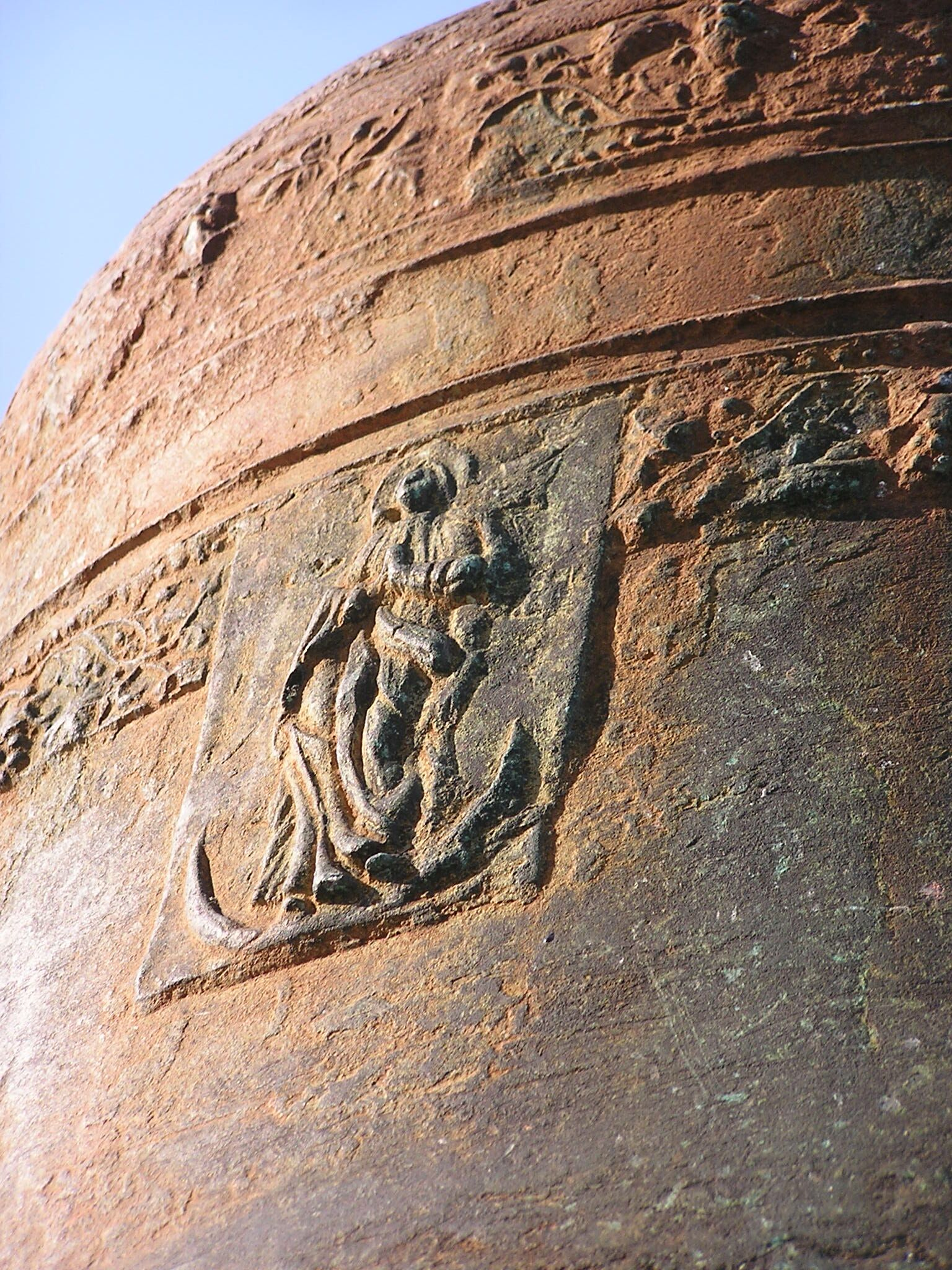
Сигнальний дзвін (деталь)

Про час виготовлення дзвону можна довідатися з дещо затертого напису на ньому: «цей дзвін вилитий … Святого Миколая Чудотворця у Таганрозі з турецької артилерії вагою [351?] Пуд 1776 місяця серпня … числа».
У 1783 році дзвін був перевезений з Таганрога до Севастополя і призначався для майбутньої церкви Святого Миколая. Після поразки Росії в Кримській війні 1853–1856 років французькі війська вивезли з Севастополя разом з іншими трофеями 13 церковних дзвонів. Наприкінці XIX століття на Соборі Паризької Богоматері був виявлений дзвін з російським написом, це був саме той дзвін з Севастополя. Завдяки дипломатичним зусиллям насамперед французького консула в Севастополі пана Луї Ге, дзвін з Парижа доправили назад у Севастополь і підняли на дзвіницю Херсонеського монастиря, де він, очевидно, знаходився на час Кримської війни. Урочисте повернення дзвону відбулося 23 листопада 1913 року. У листі до Луї Ге президента Франції Раймона Пуанкаре було сказано, що дзвін повертається Росії «на знак союзу і дружби». Російський уряд на віддяку нагородив консула Луї Ге орденом Св. Володимира 4-го ступеня.
1925 року радянська влада розпустила монастир, а через два роки всі його дзвони було відправлено на перетоплення. Лише один дзвін було встановлено на березі як сигнальний.